# Andrzej Halicki
Andrzej Witold Halicki é um político polaco que actualmente actua como membro do Parlamento Europeu pela Plataforma Cívica.